# Великанов, Михаил Дмитриевич
Михаи́л Дми́триевич Велика́нов (27 декабря 1892 [8 января 1893], село Никольское Сапожковского уезда Рязанской губернии —29 июля 1938, Москва) — советский военный деятель, командарм 2-го ранга (1937).

## Молодые годы
Выходец из духовного звания — родился в семье псаломщика. Отличался стремлением к образованию, самостоятельно изучил два иностранных языка. Работал земским учителем в селе Екшур Рязанского уезда.
С началом Первой мировой войны призван в Российскую армию. В 1915 году окончил Псковскую школу прапорщиков. Воевал в составе 436-го Новоладожского пехотного полка в составе 12-й армии на Северном фронте. Воинское звание — подпоручик.

## Гражданская война
В феврале 1918 года вступил в Красную армию и назначен командиром батальона Козловского сводного отряда на Восточном фронте, с июня — помощник командира этого отряда. С июля 1918 года — командир 2-го Симбирского полка на Восточном фронте. С его именем связана одна из первых крупных побед Красной армии, которая нанесла поражение войскам Народной армии КОМУЧа и овладела Симбирском в октябре 1918 года.
С декабря 1918 года командовал бригадой в 24-й Симбирской Железной стрелковой дивизии, отличился при взятии Уральска в январе 1919 года. В феврале — марте 1919 года временно командовал легендарной 25-й стрелковой дивизией, когда её прежний начальник Василий Иванович Чапаев находился на учёбе в Военной академии РККА. В марте — апреле 1919 года командовал Уфимской группой войск. В апреле — июне 1919 года — командующий группой войск обороны Оренбурга, отличился при 70-дневной обороне города от войск Оренбургской армии генерала А. И. Дутова.
Летом 1919 года переброшен на Южный фронт против армии генерала А. И. Деникина и назначен начальником 20-й стрелковой дивизии. Там также проявил себя умелым командиром. В Егорлыкской операции в феврале 1920 года дивизия Великанова была оперативно подчинена командующему 1-й Конной армии С. М. Будённому и сыграла большую роль в разгроме противника. В дальнейшем участвовал в боевых действиях на Северном Кавказе, участвовал во взятии Дербента, Петровска, Темир-Хан-Шуры.
В мае 1920 года отличился в операции по захвату Азербайджана и ликвидации мусаватистского правительства.
Руководил подавлением антисоветского мятежа в Гяндже в период с 22 мая по 3 июня 1920 года.
В январе — марте 1921 года — участвовал в советско-грузинской войне. Также принимал участие в боях с войсками дашнаков (Эриванская операция) с марта по май 1921 года, будучи командующим группой войск Эриванского направления.

## Послевоенное время
В 1922 году окончил Военно-академические курсы высшего комсостава РККА. С 12 сентября по 1 декабря 1922 года командовал 1-й Кавказской стрелковой дивизией, затем — стрелковым корпусом. С 1923 года — помощник командующего войсками Северо-Кавказского военного округа и Приволжского военного округа. Член РКП(б) с 1924 года. В 1928 году окончил курсы усовершенствования высшего комсостава при Военной академии имени М. В. Фрунзе. С 1928 года последовательно помощник командующего войсками Сибирского военного округа, Среднеазиатского военного округа, Московского военного округа. С 1930 года — вновь помощник командующего войсками Северо-Кавказского военного округа.
С декабря 1933 года — командующий войсками Среднеазиатского военного округа. В ноябре 1935 года присвоено персональное воинское звание комкор. С июня 1937 года — командующий войсками Забайкальского военного округа. 15 июня 1937 года Великанову присвоено воинское звание командарм 2-го ранга. Член Военного совета при Народном комиссаре обороны СССР (1934—1937).

## Арест и казнь
28 ноября 1937 года снят с занимаемой должности, а 20 декабря — арестован. Был указан в списке из 138 военачальников РККА, подлежащих расстрелу по первой категории, направленному 26 июля 1938 года народным комиссаром внутренних дел СССР Н. И. Ежовым на имя И. В. Сталина и письменно санкционированному И. В. Сталиным и В. М. Молотовым. 29 июля 1938 года приговорен Военной коллегией Верховного суда СССР к высшей мере наказания и в тот же день расстрелян. Определением Военной коллегией Верховного суда СССР от 1 сентября 1956 года реабилитирован.

## Семья
Жена — Елизавета Яковлевна была арестована в январе 1938 года и приговорена к восьми годам лагерей как член семьи изменника Родины. Сын — Владимир был арестован в марте 1949 года и осуждён на десять лет лагерей как «социально опасный элемент»..

## Воинские чины и звания
- Рядовой (28.07.1914);
- Младший унтер-офицер (1915);
- Прапорщик (1915);
- Подпоручик (04.03.1917);
- Комкор (20.11.1935[7]);
- Командарм 2-го ранга (14.06.1937[8]).

## Награды
- Георгиевский крест 4-й степени с лавровой ветвью (Приказ 109 пехотной дивизии от 26.10.1917 г.)
- Орден Красного Знамени (30.05.1920)
- Орден Красного Знамени Азербайджанской ССР (1921) [9]
- Орден Красного Знамени Армянской ССР (28.10.1924)[10]

## Память
- Имя присвоено улице в Оренбурге
- Имя присвоено переулку в Ульяновске
- В 1967 году его имя получила улица Московского района Рязани.[11]